# Аньене
Аньене (устар. Анио, устар. Аниене, устар. Тевероне; итал. Aniene; лат. Anio) — река на Апеннинском полуострове в Италии. Впадает в реку Тибр в Риме.
Длина составляет 108 км, площадь бассейна — 1474 км².
В римскую эпоху воды реки использовались для наполнения акведуков Аква-Анио-Ветус и Аква-Анио-Новус.